# Jamie Smith (football)
Pour les articles homonymes, voir Jamie Smith.
Jamie Smith est un footballeur écossais, né le 20 novembre 1980 à Alexandria. Il évolue au poste de milieu offensif ou d'attaquant de la fin des années 1990 au début des années 2010.
Formé au Celtic FC, il évolue ensuite notamment à l'ADO La Haye, à l'Aberdeen FC et aux Rapids du Colorado.
Il compte deux sélections en équipe nationale, obtenues en 2003 et 2006.

## Carrière
- 1998-00 : Celtic Glasgow[1]
- 1999-00 : Livingston FC
- 2000-04 : Celtic Glasgow
- 2004-05 : ADO La Haye
- 2005-09 : Aberdeen FC
- 2009-   : Colorado Rapids[2]

## Sélections
- 2 sélections et 0 but avec l'Écosse de 2003 à 2006.